# Аози
Аози (фр. Aozi) — деревня в Чаде, расположенная на территории региона Борку. Население составляют представители субэтнической группы теда народа тубу.

## Географическое положение
Деревня находится в северо-западной части Чада, в восточной части плоскогорья Тибести, на высоте 1532 метров над уровнем моря.
Адерке расположен на расстоянии приблизительно 1060 километров к северо-северо-востоку (NNE) от столицы страны Нджамены.

## Климат
Климат Аози характеризуется как аридный жаркий (BWh в классификации климатов Кёппена).

## Достопримечательности
В 10 километрах к востоку от деревни расположен скальный навес Техи-Друсу, содержащий полихромные изображения (петроглифы) быков и верблюдов. Эти наскальные изображение были впервые описаны лейтенантом французской армии Шайблингом в 1951 году.

## Транспорт
Ближайший аэропорт расположен в городе Бардаи.